# Zona arqueológica de Aranjuez
La zona arqueológica de Aranjuez es un conjunto de yacimientos arqueológicos en el municipio español de Aranjuez, en la Comunidad de Madrid.

## Descripción
Ubicado en el término municipal madrileño de Aranjuez, consiste en algo más de un centenar de yacimientos procedentes de épocas muy antiguas: Paleolítico inferior o Medio y Neolítico, con talleres y poblados; todas las fases del Calcolítico, tanto en precampaniformes como campaniformes. También comprende poblados y asentamientos aislados de Bronce Medio, y poblados, ciudades y necrópolis del Hierro I y Hierro II celtibérico. El conjunto se completaría con asentamientos visigodos, musulmanes y cristianos. Su estado de conservación a finales de la década de 1980 sería «bueno, en general», si bien un gran número de yacimientos estaban en peligro de destrucción por localizarse junto a ellos importantes polígonos industriales.
Comprendería tres zonas: toda la margen izquierda del Tajo a su paso por Aranjuez, incluido su casco urbano; la margen izquierda del Jarama a su paso por Aranjuez, desde Titulcia hasta su confluencia con el Tajo; y la margen derecha del Tajo, desde Colmenar de Oreja hasta su confluencia con el Jarama.
El 20 de febrero de 1989 se incoó expediente para su declaración como Bien de Interés Cultural, mediante una resolución publicada el 22 de abril de ese mismo año en el Boletín Oficial del Estado, con la rúbrica de la directora general de Patrimonio Cultural de la Consejería de Cultura de la Comunidad de Madrid, Araceli Pereda Alonso. A fecha de 2013 su declaración seguía sin completarse.